# Szent Rita Fogyatékosok Otthona
Koordináták: é. sz. 47° 48′ 15″, k. h. 18° 44′ 35″47.804167°N 18.743056°E

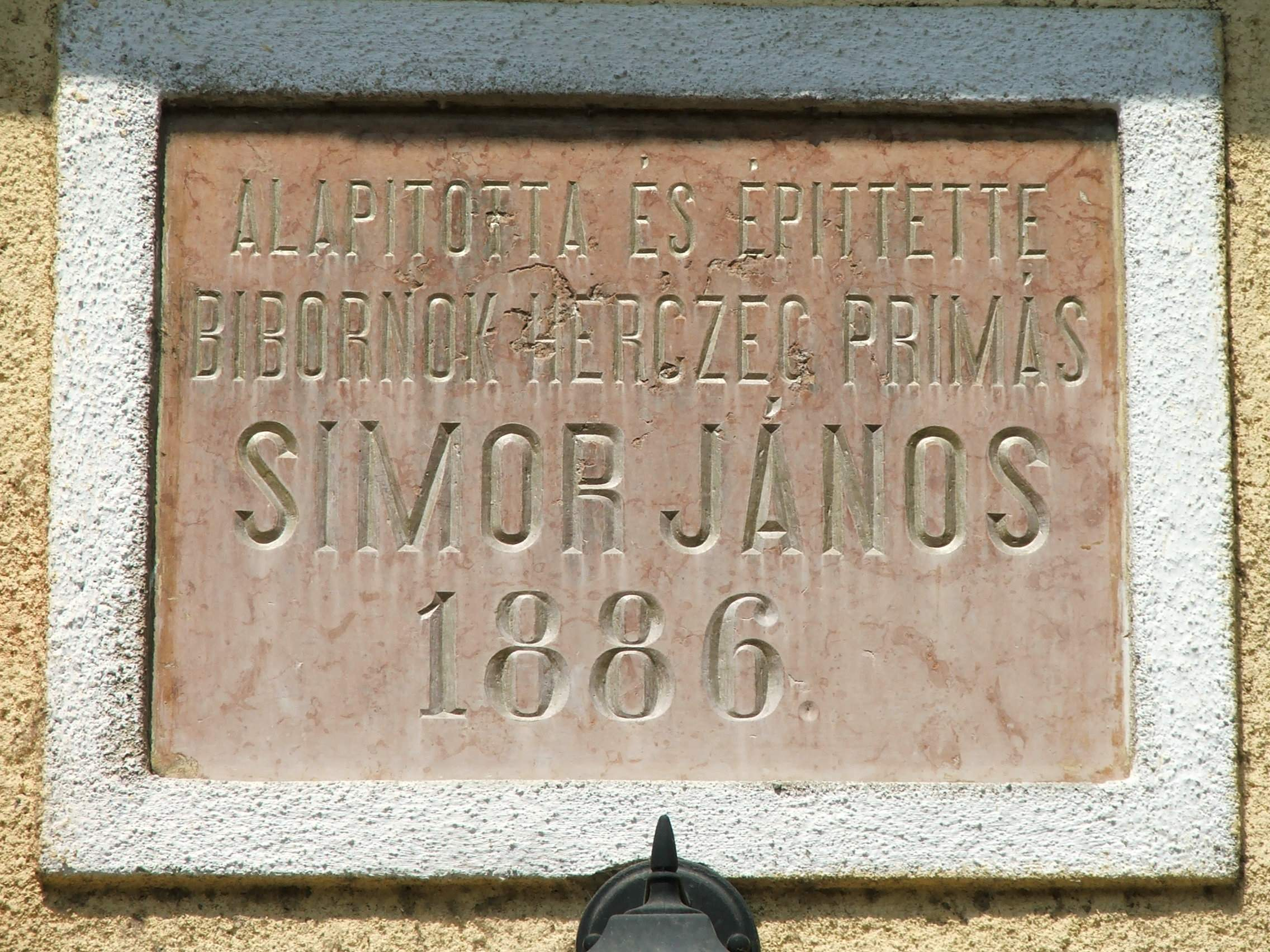
Emléktábla az alapításról

Az Esztergom-szentgyörgymezei Szent Rita Fogyatékosok Otthona egy megyei fenntartásában működő szociális intézmény, amit Simor János hercegprímás alapított 1886-ban, mint  prímási árvaházat.

## Története
Simor János, hercegprímás 1885 márciusában 200 000 forintos alapítványt hozott létre egy árvaház javára, ahol az egyházmegye leány árváit nevelhetik.
A szentgyörgymezei épületet 1898 április elején kezdték el építeni, és az Esztergom és Vidéke július 11-ei száma szerint az épület fele már tető alatt állt, a másik felére pedig a napokban került föl a tető. A közepére tervezett kápolna falai is magasan kiemelkedtek már a földből. A háznak gótikus ablakai, fűthető kápolnája volt. Felszerelés és berendezések nélkül tizenötezer forintba került. 1890. október 4-én, I. Ferenc József neve napján nyílt meg ünnepélyes keretek közt. Ekkor 32 árva kapott helyet itt, de 40 árva befogadására is alkalmas volt. Simor rendelkezései szerint az árvaházat az irgalmas nővérek kezelték és igazgatták. A felügyeletet az esztergomi érsek, széküresedés esetén a főszékesegyházi káptalan gyakorolta.
A nővérek iskolai és vallásoktatást, árvák nevelését végezték, és az otthontalanokat szolgálták. 1951-ben, a szerzetesrendek feloszlásakor szüntették meg az egyházi intézményt. Az épületben állami fenntartású egészségügyi gyermekotthon létesült, amelyben az ország egész területéről helyeztek el lakókat. 1967-től a városi tanács vette át a működtetését. 1991. január 1. óta működik megyei fenntartásban. 2006-ban, az intézmény fennállásának 120. évfordulóján emléktáblát avattak az épületben. Ekkor 56 értelmileg középsúlyosan és súlyosan akadályozott, valamint halmozottan sérült lakó élt a falai közt. 2010-ben szigetelik a homlokzatokat, a tetőteret, új nyílászárókat építenek be, korszerűsödik a vizes helyiségek szellőztetőrendszere, több helyiségben burkolatot cserélnek, és megújul a kápolna tetőszerkezete.